# نيكول بيكر
نيكول «نيكي» بيكر هي ناشطة مناخية أرجنتينية، وأحد مؤسسي «شباب من أجل المناخ» التي تنتمي إلى حركة «أيام الجمعة من أجل المستقبل». أصبحت بيكر بطلة الشباب في اتفاقية إسكاثو وأيضًا بطلة مبادرة الصرف الصحي والمياه للجميع [الإنجليزية] (SWA) في 2021.

## الخلفية والتعليم
بيكر هي ابنة لأب يعمل محامي جنائي ولأم تعمل كمدرسة رياضيات وتعيش في كاباليتو، بوينس آيرس. حولت بيكر مسارها الدراسي في الكلية من علم النفس إلى القانون الدولي في عامها الأول في الكلية بعد إدراكها للتغير المناخي. تدرس حاليًا القانون في جامعة بوينس آيرس.

## نشاطها
انضمت بيكر بالفعل إلى مؤسسة هابونيم درور [الإنجليزية] منذ أن كانت في الثامنة من عمرها وكانت أيضًا عضوة في ني أونا مينوس. بدأت نشاطها البيئي في فبراير 2019 عندما شاهدت مقطع فيديو على انستغرام لشباب يقومون بمسيرة مناخية في أوروبا وكانت غريتا تونبرج محور الموضوع. بسبب المسيرة الدولية الأولى لأزمة المناخ المنعقدة في 15 مارس 2019، قررت بيكر وبرونو رودريغيز وثلاثة من أصدقائهم الآخرين تأسيس منظمة «شباب من أجل المناخ» التي تعد جزءًا من الإضراب من أجل المناخ في نهاية فبراير 2019. وقد قرروا تنظيم مسيرة عبر الأرجنتين انضم إليها 5000 شخص عقب تأسيس المنظمة. كانت المنظمة تضغط على الأرجنتين للقيام بإعلان الطوارئ المناخية والبيئية. نفذت الحكومة أخيرًا الإعلان في 17 يوليو 2019. حصلت بيكر على منحة لحضور مؤتمر الأمم المتحدة للتغير المناخي في مدريد في 2019 نيابة عن الشباب الأرجنتيني كجزء من حملة الجيل الواحد (UnaSolaGeneración#) في اليوم العالمي للطفل من قبل اليونيسف و«أمريكا سوليداريا» لتعزيز مفاهيم تغير المناخ للشباب في جميع أنحاء أمريكا اللاتينية ومنطقة الكاريبي خلال جائحة فيروس كورونا 2019.
حضرت بيكر أيضًًا مؤتمر الأمم المتحدة للتغير المناخي لعام 2021، والتقت بالأمين العام للأمم المتحدة أنطونيو غوتيريش.

## تكريمها
كرّمها مجلس النواب الأرجنتيني في 10 مارس 2020 بامتياز خاص عن مساهمتها في العمل الاجتماعي من خلال منحها دبلوم وميدالية مع 21 امرأة أخرى. اختارت مبادرة الوصول (TAI) ومفوضية الأمم المتحدة الاقتصادية لأمريكا اللاتينية وجزر الكاريبي (UN ECLAC) وحكومة كوستاريكا بيكر كواحدة من أبطال الشباب الخمسة، خلفًا لديفيد آر. بويد في الذكرى الثانية لاتفاقية إسكاثو. كما اختيرت ضمن دعاة اليونيسف الشباب في 2020. واختارتها مبادرة الصرف الصحي والمياه للجميع «بطلة شباب البرنامج» في 2021.

## حياتها المهنية
أصبحت بيكر مذيعة في فوتوروك في البرنامج الإذاعي «مسموح بالدوس على العشب» مع برونو رودريغيز. وهي أيضًا كاتبة عمود في صحيفة إلدياريو.

## وصلات خارجية
- نيكول بيكر - على تويتر